# Morské oko

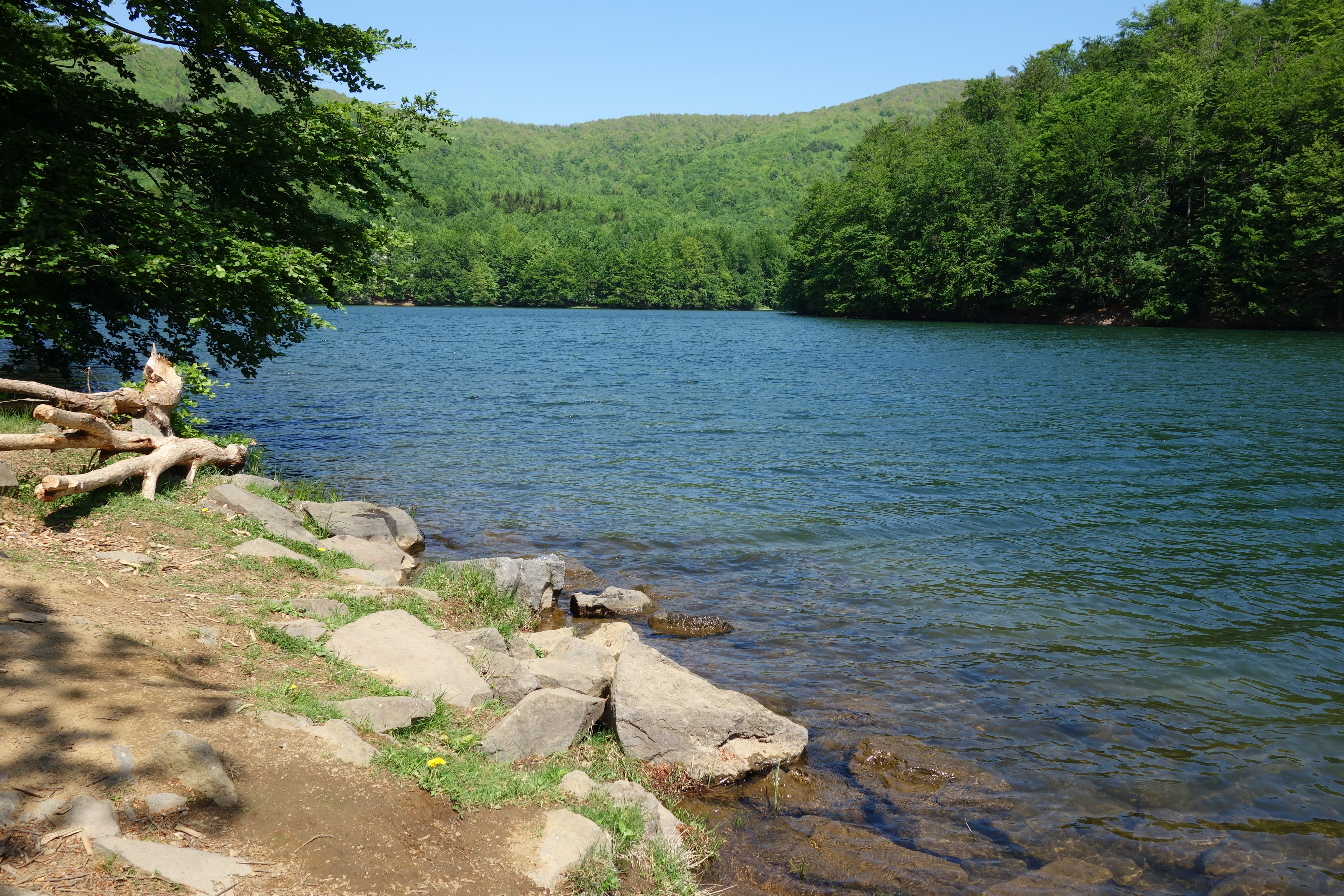
Morské oko na wiosnę

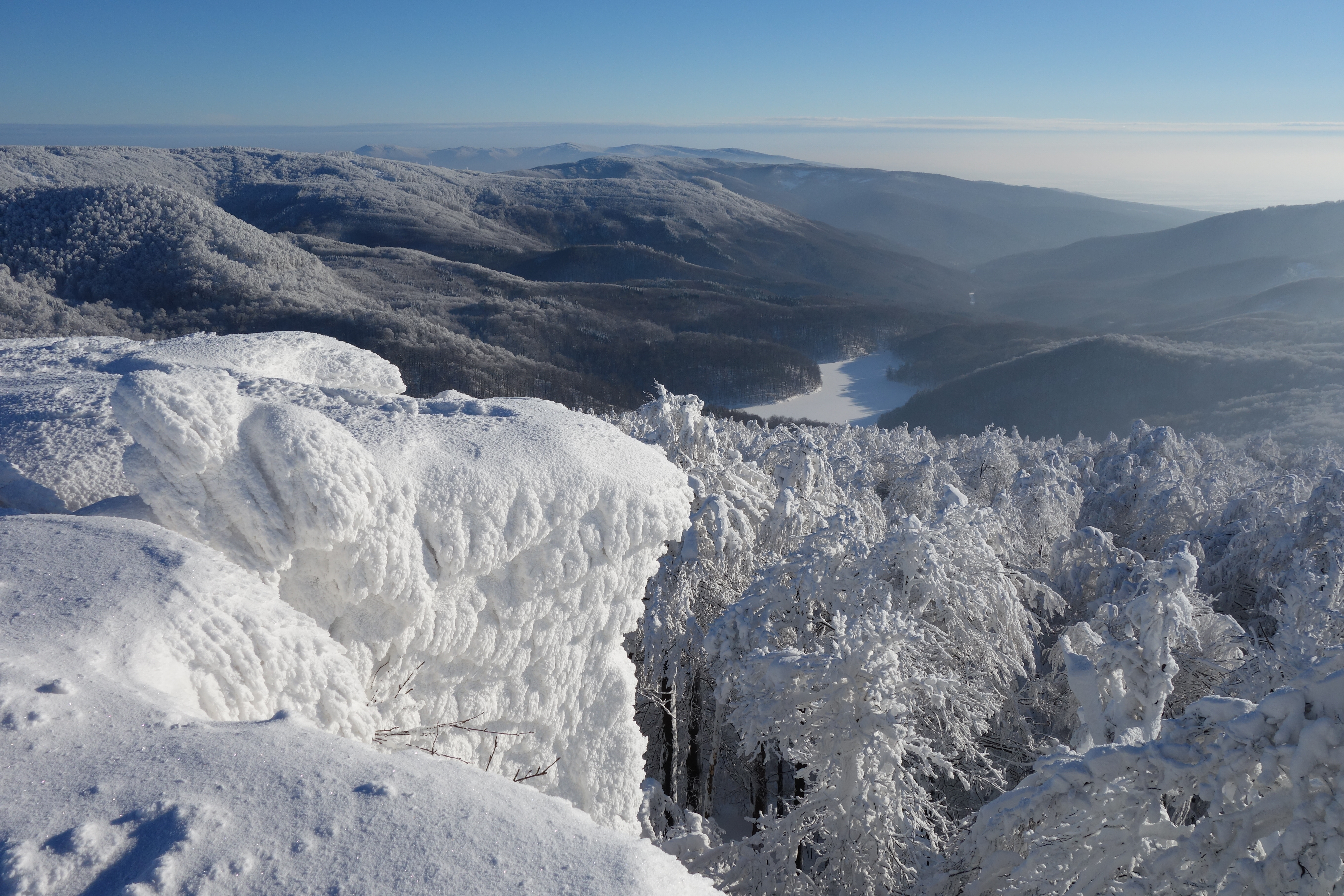
Morské oko w zimie (widok ze szczytu Sninský kameň)

Morské oko (właśc. Veľké Vihorlatské jazero; pol. Morskie Oko) – jezioro w górach Wyhorlat we wschodniej Słowacji. Największe jezioro osuwiskowe w słowackich Karpatach i trzecie pod względem wielkości naturalne jezioro Słowacji (po Wielkim Stawie Hińczowym i Szczyrbskim Jeziorze w Tatrach). Wysokość lustra wody: 618 m n.p.m.

## Położenie
Leży w centralnej części Wyhorlatu. Z trzech stron otaczają je wysokie grzbiety górskie: od wschodu Fedkov - Strihovská poľana - Nežabec, od północy Nežabec - Sninský kameň, od zachodu Sninský kameň - Tri tably - Motrogon. W kierunku południowym otwiera się dolina, którą spływa wypływająca z jeziora Okna.

## Pochodzenie jeziora
Morské oko jest starym jeziorem pochodzenia osuwiskowego. Powstało w końcu plejstocenu, kiedy to ze wschodnich stoków Motrogonu i Jedlinki, zbudowanych ze słabo zwięzłych tufów wulkanicznych, zeszło ogromne osuwisko i zatamowało dolinę potoku Okna. Osuwisko miało szerokość 800 i długość 1900 m.
Pierwotnie jezioro było znacznie większe niż dziś: sięgało ok. 0,5 km dalej na południe, miało nawet do 70 m głębokości, a wysokość lustra wody wahała się od 660 do – być może – nawet 690 m n.p.m. Dawna Okna utorowała sobie odpływ przez osuwisko. Z czasem poziom wody opadł tak, że jezioro zmniejszyło powierzchnię do niecałych 8 ha.
Naturalną zaporę tworzą wielkie bloki skalne, uszczelnione drobniejszym rumoszem i materiałem ilastym. W latach 80. XIX wieku Sztárayowie, właściciele okolicznych lasów, kazali wybudować w zamknięciu jeziora ziemną zaporę, która podniosła poziom jego wód. Jednocześnie poprzez zabudowę urządzenia upustowego uzyskano możliwość regulowania wielkości wypływu wody z jeziora na użytek huty żelaza funkcjonującej w Remetskich Hamrach.
W 1908 r. tereny te odkupił węgierski arystokrata, oficer i dyplomata, hrabia László Széchenyi, który dopiero co poślubił Gladys Vanderbilt – Amerykankę pochodzącą z rodziny nowojorskich magnatów kolejowych. W Remetskich Hamrach, w których kilka lat wcześniej upadła działająca tam blisko 100 lat huta żelaza, zbudowali oni tartak. Wkrótce też ponownie przebudowali zaporę do dzisiejszej postaci (33 m długości, 12 m szerokości w koronie). Pozwoliło to podnieść poziom wody o 3 m (według niektórych źródeł nawet o 5 m) i zwiększyć powierzchnię jeziora do obecnej (13,74 ha), jednak już bez możliwości regulowania wypływu wody. Zapora ma obecnie długość ok. 33 m i szerokość w koronie do 12 m.

## Ukształtowanie, hydrologia
Jezioro ma kształt wydłużony i linię brzegową rozczłonkowaną kilkoma zatokami w rejonach ujść zasilających je potoków. Brzegi od strony zachodniej i północnej mają łagodne nachylenie, są pokryte naturalnym piaskiem. Brzegi wschodnie są strome i kamieniste. Długość jeziora wynosi obecnie 775 m, maksymalna szerokość 312 m. Największa głębokość (mniej więcej w centralnej części zbiornika) wynosi pomiędzy 25 a 26 m. Dno jeziora jest muliste, u ujść potoków często pokryte wolno rozkładającymi się liśćmi buków, porastających jego brzegi. Kolor wody z reguły ciemnozielony. Woda od głębokości 9 m aż po dno ma przez cały rok prawie stałą temperaturę, pomiędzy +4,4 a +4,8 °C.
Jezioro zasila 6 potoków (w tym: źródłowy potok Okny) oraz szereg okresowych cieków wodnych. Wypływa z niego jeden potok – Okna.

## Fauna
Jezioro zamieszkuje kilka gatunków ryb, z których pierwotnego pochodzenia są prawdopodobnie jedynie pstrąg potokowy, śliz pospolity i strzebla potokowa. W późniejszym okresie pojawiły się tu głowacz pręgopłetwy, okoń europejski i karaś pospolity. Do sztucznie wprowadzonych gatunków należą pstrąg tęczowy (introdukowany na początku XX wieku) i kleń (zawleczony również w XX wieku). Gatunkiem zdecydowanie dominującym jest kleń. Jezioro zamieszkuje także rak rzeczny. W otoczeniu jeziora występują m.in. wydra europejska i bocian czarny.

## Ochrona jeziora
Jezioro leży w granicach Obszaru Chronionego Krajobrazu Wyhorlat, na terenie narodowego rezerwatu przyrody Morskie Oko (słow. Národná prírodná rezervácia Morské oko) o powierzchni 108,48 ha. Objęte jest całkowitą ochroną. Zabroniona jest kąpiel w nim, uprawianie sportów wodnych oraz połów ryb.

## Turystyka
Z Remetskich Hamrów prowadzi do jeziora asfaltowa droga jezdna oraz przyrodnicza ścieżka dydaktyczna (Náučný chodník Remetské Hámre – Morské oko), która następnie obiega całe jezioro. Wzdłuż zachodniego brzegu jeziora biegnie też niebiesko znakowany szlak turystyczny, prowadzący przez przełęcz Tri tably na Sninský kameň.